# جایزه بزرگ بریتانیا ۲۰۲۴
جایزه بزرگ بریتانیا ۲۰۲۴ که با عنوان رسمی جایزه بزرگ بریتانیایی فرمول ۱ قطر ایرویز ۲۰۲۴ شناخته می شود یک مسابقه اتومبیلرانی فرمول یک بود که در ۷ ژوئیه ۲۰۲۴ در پیست سیلورستون در نورث‌همپتون‌شر انگلستان برگزار شد. این مسابقه دوازدهمین دور از مسابقات فرمول یک فصل ۲۰۲۴ بود.
جورج راسل از مرسدس بنز جایگاه پول پوزیشن را کسب کرد، اما به دلیل نشت آب در ماشینش در اواسط مسابقه اصلی از مسابقه کنار رفت. لوییس همیلتون هم تیم او پیش از ماکس فرستاپن از ردبول ریسینگ و لاندو نوریس از مک‌لارن برنده این مسابقه شد. این پیروزی صد و چهارمین پیروزی حرفه ای همیلتون و نهمین پیروزی او در جایزه بزرگ بریتانیا بود.

### جدول رده بندی قهرمانی قبل از مسابقه
در آخر هفته، مکس ورشتاپن با ۲۳۷ امتیاز، ۸۱ امتیاز بالاتر از لاندو نوریس در رتبه دوم، و ۸۷ امتیاز بالاتر از چارلز لکلرک در رتبه سوم، نفر اول در رده بندی قهرمانی رانندگان فرمول یک قرار داشت. ردبول ریسینگ با ۳۵۵ امتیاز، از فراری و مک لارن که به ترتیب با ۲۹۱ و ۲۶۸ امتیاز دوم و سوم هستند، در رده بندی  سازندگان بالاتر قرار داشت. 

### انتخاب تایر
تامین کننده لاستیک پیرلی ترکیبات تایر C1، C2 و C3 (سه سخت ترکیب تایر) را به ترتیب برای استفاده تیم ها در این رویداد به عنوان سخت، متوسط و نرم آورده است. 

## تعیین خط
تعیین خط در ۶ ژوئیه ۲۰۲۴، ساعت ۱۵:۰۰ به وقت محلی ( یوتی‌سی ۱:۰۰+ ) برگزار شد. 
| ر.                    | ش. | راننده              | تیم                                 | زمان های تعیین خط | زمان های تعیین خط | زمان های تعیین خط | رده نهایی |
| ر.                    | ش. | راننده              | تیم                                 | م۱                | م۲                | م۳                | رده نهایی |
| --------------------- | -- | ------------------- | ----------------------------------- | ----------------- | ----------------- | ----------------- | --------- |
| 1                     | 63 | جرج راسل            | مرسدس                               | 1:30.106          | 1:26.723          | 1:25.819          | 1         |
| 2                     | 44 | لوییس همیلتون       | مرسدس                               | 1:29.547          | 1:26.770          | 1:25.990          | 2         |
| 3                     | 4  | لاندو نوریس         | مک‌لارن-مرسدس                        | 1:31.596          | 1:26.559          | 1:26.030          | 3         |
| 4                     | 1  | ماکس فرستاپن        | تیم مسابقه رد بول-هوندا در فرمول یک | 1:31.342          | 1:26.796          | 1:26.203          | 4         |
| 5                     | 81 | اسکار پیاستری       | مک‌لارن-مرسدس                        | 1:30.895          | 1:26.733          | 1:26.237          | 5         |
| 6                     | 27 | نیکو هولکنبرگ       | تیم فرمول یک هاس-اسکودریا فراری     | 1:31.929          | 1:26.847          | 1:26.338          | 6         |
| 7                     | 55 | کارلوس ساینز جونیور | اسکودریا فراری                      | 1:30.557          | 1:26.843          | 1:26.509          | 7         |
| 8                     | 18 | لانس استرول         | Aston Martin Aramco-Mercedes        | 1:31.410          | 1:26.938          | 1:26.585          | 8         |
| 9                     | 23 | الکساندر آلبون      | ویلیامز-مرسدس                       | 1:31.135          | 1:26.933          | 1:26.640          | 9         |
| 10                    | 14 | فرناندو آلونسو      | Aston Martin Aramco-Mercedes        | 1:31.264          | 1:26.730          | 1:26.917          | 10        |
| 11                    | 16 | چارلز لکلرک         | اسکودریا فراری                      | 1:30.496          | 1:27.097          | N/A               | 11        |
| 12                    | 2  | لوگان سارجنت        | ویلیامز-مرسدس                       | 1:31.608          | 1:27.175          | N/A               | 12        |
| 13                    | 22 | یوکی سونودا         | RB-هوندا در فرمول یک                | 1:30.994          | 1:27.269          | N/A               | 13        |
| 14                    | 24 | گوانیو ژو           | کیک سائوبر-اسکودریا فراری           | 1:31.190          | 1:27.867          | N/A               | 14        |
| 15                    | 3  | دنیل ریکاردو        | RB-هوندا در فرمول یک                | 1:31.291          | 1:27.949          | N/A               | 15        |
| 16                    | 77 | والتری بوتاس        | کیک سائوبر-اسکودریا فراری           | 1:32.431          | N/A               | N/A               | 16        |
| 17                    | 20 | کوین مگنوسن         | هاس-فراری                           | 1:32.905          | N/A               | N/A               | 17        |
| 18                    | 31 | استابان اوکون       | آلپاین-رنو                          | 1:34.557          | N/A               | N/A               | 18        |
| 19                    | 11 | سرجیو پرز           | تیم مسابقه رد بول-هوندا در فرمول یک | 1:38.348          | N/A               | N/A               | PL1       |
| 20                    | 10 | پیر گاسلی           | آلپاین-رنو                          | 1:39.804          | N/A               | N/A               | 192       |
| قانون ۱۰۷٪: ۱:۳۵:۸۱۵3 |    |                     |                                     |                   |                   |                   |           |
| منبع:                 |    |                     |                                     |                   |                   |                   |           |

## جدول رده بندی قهرمانی بعد از مسابقه
جدول رده بندی رانندگان
|       | Pos. | راننده              | امتیازات |
| ----- | ---- | ------------------- | -------- |
|       | ۱    | ماکس فرستاپن        | ۲۵۵      |
|       | ۲    | لاندو نوریس         | ۱۷۱      |
|       | ۳    | چارلز لکلرک         | ۱۵۰      |
|       | ۴    | کارلوس ساینز جونیور | ۱۴۶      |
| ۱     | ۵    | اسکار پیاستری       | ۱۲۴      |
| منبع: |      |                     |          |

جدول رده بندی سازندگان
|       | Pos. | سازنده                              | امتیازات |
| ----- | ---- | ----------------------------------- | -------- |
|       | ۱    | تیم مسابقه رد بول-هوندا در فرمول یک | ۳۷۳      |
|       | ۲    | فراری                               | ۳۰۲      |
|       | ۳    | مک‌لارن-مرسدس                        | ۲۹۵      |
|       | ۴    | مرسدس                               | ۲۲۱      |
|       | ۵    | استون مارتین آرامکو-مرسدس           | ۶۸       |
| منبع: |      |                                     |          |

- یادداشت:فقط پنج رده برتر برای هر دو رده بندی گنجانده شده است .